# Eriocaulon dimorphoelytrum
Eriocaulon dimorphoelytrum är en gräsväxtart som beskrevs av Tetsuo Michael Koyama. Eriocaulon dimorphoelytrum ingår i släktet Eriocaulon och familjen Eriocaulaceae. Inga underarter finns listade i Catalogue of Life.